# Футбол на Коморах
Коморская федерация футбола была образована 1979 году. В 2005 году Коморы присоединились к КАФ и ФИФА.

## Национальная сборная
После получения статуса полноправного члена ФИФА сборная Комор с 2007 года участвует в отборочных турнирах Кубка африканских наций и чемпионатов мира.
Дебют состоялся в ноябре 2007 года, когда сборная Комор в матчах против сборной Мадагаскара дебютировали в отборочном турнире чемпионата мира по футболу 2010 который по совместительству являлся и отборочным турниром к Кубку африканских наций 2010. Но особых успехов не снискала.
В 2021 году, пройдя квалификацию, впервые приняла участие в Кубке африканских наций 2021.

## Клубные турниры

### Мужчины
С сезона 1979/1980 проводится чемпионат и кубок Комор. С 2011 года проводится матч за Суперкубок.
Чемпионат разыгрывается по двухступенчатой системе. Сначала проводятся чемпионаты трёх островов — Нгазиджа (Гранд-Комор), Ндзуани (Анжуан) и Мвали (Мохели). Затем чемпионы этих трёх островов в финальном турнире определяют чемпиона страны.
Наиболее титулованными являются команды Куэн Норд и Волькан Клюб.
В феврале 2008 года в стране впервые состоялся матч Лиги чемпионов КАФ. Местный Куэн Норд встречался с маврикийским Кьюрпайп Старлайт в предварительном раунде сезона 2008 года.

### Система мужских лиг
| Уровень | Лига / Дивизион                                                 | Лига / Дивизион                                                 | Лига / Дивизион                                                 | Лига / Дивизион                                                | Лига / Дивизион                                                | Лига / Дивизион                                                | Лига / Дивизион     | Лига / Дивизион     | Лига / Дивизион     | Лига / Дивизион | Лига / Дивизион | Лига / Дивизион |
| 1       | Лига Нгазиджа 12 клубов                                         | Лига Нгазиджа 12 клубов                                         | Лига Нгазиджа 12 клубов                                         | Лига Ндзуани 10 клубов                                         | Лига Ндзуани 10 клубов                                         | Лига Ндзуани 10 клубов                                         | Лига Мвали 8 клубов | Лига Мвали 8 клубов | Лига Мвали 8 клубов |                 |                 |                 |
| 2       | Лига Нгазиджа (Дивизион 2) 24 клуба разделены на 2 группы по 12 | Лига Нгазиджа (Дивизион 2) 24 клуба разделены на 2 группы по 12 | Лига Нгазиджа (Дивизион 2) 24 клуба разделены на 2 группы по 12 | Лига Ндзуани (Дивизион 2) 20 клуба разделены на 2 группы по 10 | Лига Ндзуани (Дивизион 2) 20 клуба разделены на 2 группы по 10 | Лига Ндзуани (Дивизион 2) 20 клуба разделены на 2 группы по 10 |                     |                     |                     |                 |                 |                 |
| 3       | Лига Нгазиджа (Дивизион 3) 4 группы                             | Лига Нгазиджа (Дивизион 3) 4 группы                             | Лига Нгазиджа (Дивизион 3) 4 группы                             |                                                                |                                                                |                                                                |                     |                     |                     |                 |                 |                 |

### Женщины
В стране проводится с 2003 года чемпионат и с 2008 года кубок Комор среди женщин. В 2009 году впервые игры обслуживали женщины-арбитры.
Наиболее титулованной является команда Olympique de Moroni

## Стадионы
| Стадион                                 | Город     | Вместимость |
| --------------------------------------- | --------- | ----------- |
| Stade de Beaumer                        | Морони    | 3000        |
| Stade international Saïd Mohamed Cheikh | Мицамиули | 2000        |
| Stade Omnisports de Malouzini           | Икони     | 14053       |